# Ange Leccia
Pour les articles homonymes, voir Leccia.
Ange Leccia né le 19 avril 1952 à Minerviu (Corse) est un plasticien corse.
Son domaine de prédilection est celui des images en mouvement, mais son travail prend aussi la forme d'installations et de photographies. Il vit et travaille à Paris et en Corse.

## Biographie
Après avoir obtenu un bac en arts plastiques, alors en expérimentation au lycée de Bastia, Ange Leccia entre à l’université de Paris I Panthéon-Sorbonne où il suit notamment les cours de cinéma de Dominique Noguez. Il réalise ses premiers essais cinématographiques, avec Tonie Smith (1971), TV+ (1979), puis Stridura (1980) dans lequel joue Pierre Clémenti, tout en réalisant des œuvres au feutre noir, sortes de paysages mentaux. 
En 1981, il est pensionnaire de la villa Médicis de l'Académie de France à Rome. Il y continue ses recherches visuelles en travaillant à partir de supports différents, comme le film Super 8 et la vidéo. Ces techniques sont associées de façon à créer des images dont la texture est affirmée. Dans les années 1980, Ange Leccia développe des installations qu’il nomme des « arrangements ». Il s’agit le plus souvent de face-à-face d’objets industriels, en référence au monde de la communication, qui réinterprètent le ready-made duchampien.
En 1985, il commence à enseigner à l'École supérieure d'art de Grenoble, où il accompagne toute une nouvelle génération avec Dominique Gonzalez-Foerster, Philippe Parreno, Pierre Joseph, Christelle Lheureux ou encore Véronique Joumard ou Matthieu Laurette. Pensionnaire à la Villa Kujoyama à Kyoto en 1992-1993, il réalise dans les années 1990 un certain nombre de vidéos (Mer en 1991, Explosions et Fumées en 1995, Orage en 1999) qui correspondent à un seul plan monté en boucle, entre représentation et abstraction. Avec  Dominique Gonzalez-Foerster, il réalise également trois films, Île de Beauté (1996), Gold (2000) et Malus (2001). Ce sont des errances poétiques entre la Corse et le Japon pour le premier, et dans le désert de l’Ouest américain pour le second. En 2004, il continue seul ce type de déambulations avec Azé qui marque cette fois sa découverte du Proche-Orient. Entre-temps, il est devenu en 1997 professeur à l’École nationale supérieure de Cergy, avant d’être nommé en 2000 directeur du Pavillon, le laboratoire de création du palais de Tokyo à Paris. Il y accueille, dès la première promotion, le tout jeune Apichatpong Weerasethakul (futur lauréat de la Palme d'or au Festival de Cannes), puis d'autres jeunes artistes comme Benoît Maire (en), Isabelle Cornaro, Emma Dusong et Olivier Beer, le chorégraphe et danseur Noé Soulier, le chanteur Julien Perez ou encore la cinéaste Mati Diop.
En 2005, Ange Leccia réalise La Déraison du Louvre avec Laetitia Casta. Ce court-métrage évoque la dérive nocturne d’une femme dans les couloirs du prestigieux musée du Louvre, en proie à l’animation fantasmatique et mystérieuse de figures picturales. En 2009, il réalise un long métrage, Nuit bleue, qui développe les mêmes caractéristiques plastiques que ses pièces vidéos : la lumière y devient un véritable personnage qui s’associe au mutisme des héros pour donner à voir leurs affects et leur psyché. C’est ce jeu constant entre intériorité et extériorité qui s’observe le plus souvent dans les œuvres de Leccia, entre sensibilité et rigueur, émotion et précision, expansion et pudeur. Le film connaît une très brève carrière française mais il est montré avec succès au New York Film Festival (Lincoln Center) en 2011.
Pour la réouverture du palais de Tokyo en 2012, il fait appel à Michelangelo Pistoletto comme figure tutélaire de la création dans sa vidéo intitulée Le Début des choses.
En 2012, il conçoit L'Amour Louvre pour l'inauguration du musée du Louvre-Lens, un arrangement vidéo qui est présenté de manière pérenne dans le hall, réalisé à partir d'images récupérées d'ouvriers mineurs et de séquences filmées au musée du Louvre. 
Il continue à développer son travail à partir de sa banque de données intimes qui comporte des images de tout format, enregistrées tout au long de sa carrière et dans laquelle il puise comme une matrice temporelle où les souvenirs s'actualisent de manière constante. C'est le cas par exemple de Poussières d'étoiles présentée en 2019 à Paris à la galerie Jousse Entreprise, qui le représente.  
Présent dans les collections de nombreux musées internationaux — notamment au Guggenheim à New York, au musée national d'Art moderne à Paris et au musée d'Art contemporain d'Hiroshima —, il a également travaillé en tant que vidéaste-scénographe dans les spectacles du chanteur Christophe (avec Dominique Gonzalez-Foerster), du chorégraphe Merce Cunningham et il a réalisé des décors pour l’opéra de Metz ou les Ballets de Monte-Carlo.
Ange Leccia est nommé chevalier de l'ordre des Arts et des Lettres, de l'ordre national du Mérite et de l'ordre de la Légion d'honneur.

## Expositions personnelles
- 1985 : ARC, musée d'Art moderne de la ville de Paris, France.
- 1990 : Magasin-CNAC, Grenoble, France.
- 1992 : musée d'Art contemporain de Houston, États-Unis.
- 1995 : Art at the Edge, Atlanta, États-Unis.
- 1995 : musée Léon-Dierx, Saint-Denis de La Réunion, France.
- 1996 : villa Médicis, Rome, Italie.
- 1998 : musée Nicéphore-Niépce, Chalon-sur-Saône, France.
- 1999 : Norwegian Museum of Contemporary Art (en), Oslo, Norvège.
- 2003 : galerie Almine Rech, Paris, France.
- 2003 : La mer d'Ange Leccia, musée national de la Marine, Paris, France.
- 2004 : château de Tours, France.
- 2005 : musée Picasso, Vallauris, France.
- 2005 : monographie Ange Leccia, Il de beauté, Cinémathèque française, Paris, France.
- 2006 : Carte Blanche à Ange Leccia, Cinémathèque française, Paris, France.
- 2006 : musée des Beaux-Arts de Saïgon, Hô Chi Minh-Ville, Viêt Nam.
- 2007 : Ondine, Le Lieu unique, Nantes, France.
- 2008 : galerie Almine Rech, Paris, France.
- 2009 : Ange Leccia et Le Pavillon, musée Bourdelle, Paris, France.
- 2010 : galerie Almine Rech, Paris, France.
- 2011 : Leccia/Denon. Sensibles, musée Denon, Chalon-sur-Saône, France.
- 2011 : Carte Blanche à Leccia, Centre Pompidou-Metz, France.
- 2012 : L'Amour Louvre, Louvre-Lens, Lens, France.
- 2013 : Logical Song, musée d'Art contemporain du Val-de-Marne, Vitry-sur-Seine, France.
- 2014 : Jamais la mer ne se retire, palais de Tokyo, Paris, France.
- 2015 : Ange Leccia, Dallas Contemporary (en), Dallas, États-Unis.
- 2016 : La mer allée avec le soleil, HAB Galerie, Nantes, France.
- 2017 : Ange Leccia, National Gallery of Iceland (en), Reykjavik, Islande.
- 2018 : La Communauté des Images, Centre des arts, Enghien-les-Bains, France.
- 2019 : Ravir la force mais toujours aimer, abbaye de Jumièges, France.
- 2020 : Monet. Landscape in question, musée Artizon, Tokyo.

## Publications
- Carnet de visite. Photographies d'Ange Leccia à l'Abbaye de Fontevraud, postface de Fabien Danesi, collection « Les carnets de visite » dirigée par Xavier Kawa-Topor, Abbaye royale de Fontevraud/Le Lieu Unique, 2007, 64 p.  (ISBN 978-2-9513281-2-9).
- Ange Leccia, Jeff Rian et Gerald Petit, Le Pavillon : Laboratoire de création du Palais de Tokyo, Paris, Paris, Éditions Cercle d'art, 2008, 443 p. (ISBN 978-2-7022-0875-5, BNF 41387742).

## Distinctions
- Chevalier de l'ordre des Arts et des Lettres.
- Chevalier de l'ordre national du Mérite.
- Chevalier de la Légion d'honneur, nommé e 14 juillet 2015[1].